# Amylotheca duthieana
Amylotheca duthieana är en tvåhjärtbladig växtart som beskrevs av Danser. Amylotheca duthieana ingår i släktet Amylotheca och familjen Loranthaceae. Inga underarter finns listade i Catalogue of Life.